# Коцево
Коцево (пол. Kocewo) — село в Польщі, у гміні Бежунь Журомінського повіту Мазовецького воєводства.
Населення — 46 осіб (2011).
У 1975-1998 роках село належало до Цехановського воєводства.

## Демографія
Демографічна структура станом на 31 березня 2011 року:
|          | Загалом | Допрацездатний вік | Працездатний вік | Постпрацездатний вік |
| -------- | ------- | ------------------ | ---------------- | -------------------- |
| Чоловіки | 22      | 3                  | 14               | 5                    |
| Жінки    | 24      | 3                  | 12               | 9                    |
| Разом    | 46      | 6                  | 26               | 14                   |